# 花になる (夏川りみの曲)
「花になる」（はなになる）は、2000年2月23日にビクターエンタテインメントから発売された夏川りみの現名義における2枚目のシングル。

## 概要
表題曲「花になる」は、NHKラジオ『新ラジオ歌謡』で使用されて話題になり、2000年2月には全国の小学校や中学校などの卒業式で歌われる曲として問い合わせが殺到した。CDシングルは初回出荷分の5000枚が発売から約10日間で完売した。
8ヶ月後に同局の歌番組『みんなのうた』に採用された。『みんなのうた』における映像は、片桐飛鳥の撮影したコスモスなどの植物と女子柔道部員の写真を吉良敬三が曲に合うよう組み合わせて編集した。なお吉良敬三は普段アニメーションを担当しているが、本作ではアニメを一切使用していないため「ヴィジュアルデザイン」としてクレジットされた。

## 収録曲
1. 花になる
  - 作詞：田久保真見／作曲：都志見隆／編曲：十川知司
2. この星を感じて
  - 作詞：Aki／作曲：マイク・ケント／編曲：小六禮次郎
3. 花になる（オリジナル・カラオケ）
4. この星を感じて（オリジナル・カラオケ）

## タイアップ
花になる
- NHKラジオ『新ラジオ歌謡』
- NHK『みんなのうた』2000年10月 - 11月度[2]。

この星を感じて
- 松下グループCMソング